# Soneto 154
| « Soneto 154 |
| --- |
| The little Love-god lying once asleep Laid by his side his heart-inflaming brand, Whilst many nymphs that vow’d chaste life to keep Came tripping by; but in her maiden hand The fairest votary took up that fire Which many legions of true hearts had warm’d; And so the general of hot desire Was sleeping by a virgin hand disarm’d. This brand she quenched in a cool well by, Which from Love’s fire took heat perpetual, Growing a bath and healthful remedy For men diseas’d; but I, my mistress’ thrall, Came there for cure, and this by that I prove, Love’s fire heats water, water cools not love. |
| –William Shakespeare |

Soneto 154 é o  último soneto de uma série de 154 sonetos de Shakespeare.

## Análise
Como os demais sonetos de William Shakespeare, este foi todo construído no ritmo de pentâmetro iâmbico, no formato de soneto inglês, com 3 quartetos e um dístico, e rima em ABAB CDCD EFEF GG.
Juntamente com o Soneto 153, que o precede na série, o poeta deu um tom de erotismo ao mesmo, envolvendo o deus mitológico Eros / Cupido e as ninfas.

## Sinopse
Este soneto descreve como o poeta tentou aliviar a sua dor de amor. Inicia com uma relação entre Eros e as ninfas de Diana e todas as artimanhas das ninfas para lhe apagar o amor, em vão.

## Traduções

### Tradução deThereza Christina Rocque da Motta
A tradutora não segue o ritmo, a métrica nem o esquema de rimas do autor, preferindo fazer uma tradução livre.
O pequeno deus do amor certa vez dormia

Deixando ao lado sua flecha amorosa,

Enquanto várias ninfas, jurando-se sempre castas,

Vieram, pé ante pé, mas, em sua mão virginal,

A mais bela tomou o fogo

Que incendiara legiões de corações verdadeiros;

Assim, a lança do desejo ardente

Dormia desarmada ao lado da mão desta jovem.

A flecha, ela mergulhou em um poço de água fria,

Que se acendeu com o eterno fogo do Amor,

Criando um banho e um bálsamo

Para os enfermos; mas eu, jugo de minha senhora,

Vim para me curar, e isto, assim, eu provo,

O fogo do amor aquece a água, mas a água não esfria o amor.

### Tradução deMilton Lins
O tradutor apresentou o soneto em dodecassílabo, perseguindo o hexâmetro iâmbico, não o fazendo, no entanto, em alguns versos. O esquema rímico segue o do autor, como um soneto inglês: ABAB CDCD EFEF GG.
Eros, o deus do amor, adormecendo um dia,

A sua tocha acesa, ao lado dele atrela.

Querendo ser gentis, as ninfas, em folia,

O logram envolver com braços de pucela.

De todas a mais doce a flama vem pegar

Cuja aquecida luz guiara muitos seres.

Assim com intenção de um quente desejar

Durante o sono dele assume os seus poderes.

O tal facho mergulha em fonte de beber,

Que do fogo de Amor toma um sabor sem travo,

Um sadio elixir - um banho - a fez nascer,

Que dos homens o mal sanou e fez-me escravo.

Venha ganhar a cura, e que eu possa dispor:

Água ferve de amor, mas não congela amor.

### Tradução de José Arantes Junior
Este tradutor seguiu o esquema rímico do autor no soneto: ABAB CDCD EFEF GG, como um soneto inglês. Mas não o seguiu no ritmo nem na métrica, preferindo dar-lhe um aspecto plástico, com 36 caracteres em cada verso, que lhe mostram a forma, quando utilizada uma fonte monoespaçada.
O jovem deus do amor estava dormindo

Ao lado da pira de acender o coração

Enquanto muitas ninfas estavam vindo

Com movimentos curtos na deambulação;

A mais bela ninfa pegou a pira caída

Que tantos corações tinha incendiado,

E este general das paixões aquecidas

Por sutil mão virginal foi desarmado;

Ela apagou a tocha num poço bem frio

E o poço se aqueceu com aquele calor,

Tornou-se banho dos doentes e sadios

Mas continuei como servo daquela dor;

Quis a cura e tive senso comprovador:

Amor aquece e água não esfria o amor.

### Tradução dePaulo Camelo
O tradutor procurou seguir o ritmo de pentâmetro iâmbico usado pelo poeta inglês, em ritmo holístico, mantendo também o esquema rímico ali utillizado.
Pequeno deus do amor, assim dormia

enquanto as ninfas lhe juravam vida

e assim mantinham, no seu dia a dia,

a marca que inflamava e que fazia

o coração bater. Quando a donzela,

a mais devota e bela, hauriu em fogo,

ardendo de paixão, desnuda e bela,

a sua mão de virgem fez o jogo.

A marca se apagou num poço raso.

O amor, ardendo em fogo, um fogo eterno,

Inflava qual remédio em curto prazo

e o mal sarou. Mas eu, amante, terno,

hauri a cura. Nessa água eu provo

o amor fogoso, e nela eu me renovo.